# Kalendarium działań somalijskich piratów
Poniższe zestawienie przedstawia przebieg działań piratów somalijskich i walczących z nimi międzynarodowymi siłami w ramach unijnej operacji Atalanta i natowskiej operacji Ocean Shield od grudnia 2008 roku do kwietnia 2011 roku.

## Chronologia wydarzeń

### Grudzień 2008
- 4 grudnia – schwytanie i przekazanie władzom jemeńskim 7 uzbrojonych w karabinki i granatniki Somalijczyków na łodzi przez duński okręt „Absalon”[1].
- 8 grudnia – uwolnienie greckiego frachtowca „Kapitan Stefanos” z 19-osobową załogą[2].
- 13 grudnia – piraci zwolnili grecki tankowiec „Action”, który został uprowadzony 10 października 2008[3].
- 16 grudnia:
  - Somalijscy piraci uprowadzili turecki statek handlowy. Piraci opanowali też holownik koncernu naftowego Total, płynący do Malezji. Na pokładzie większość stanowili Indonezyjczycy[4].
  - Tego dnia piraci porwali razem pięć statków, bowiem ich łupem stały się też dwa statki handlowe i jacht[5].
- 17 grudnia – RB ONZ wydała rezolucję, która pozwoliła atakować piratów na lądzie i z powietrza[6].

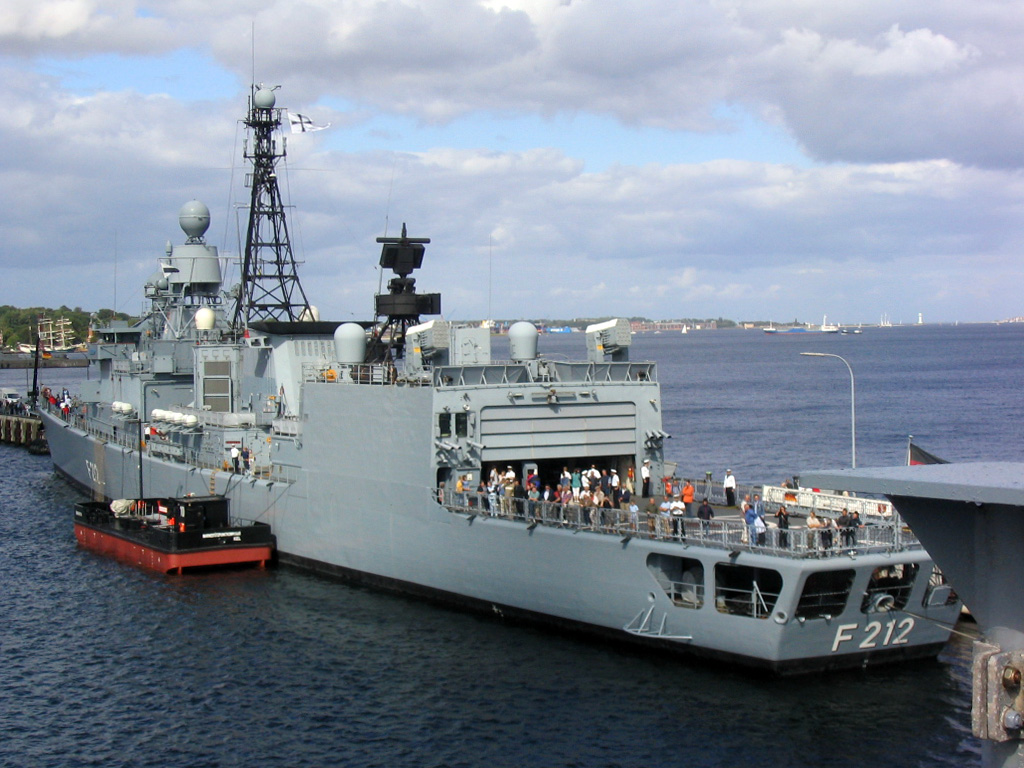
Niemiecka fregata „Karlsruhe” F212

- 19 grudnia – Niemcy zatwierdziły udział marynarki wojennej w unijnej operacji Atalanta. W Zatoce Adeńskiej już pływała wcześniej fregata „Karlsruhe”[7].
- 20 grudnia – do wybrzeży Somalii dotarła irańska jednostka[8].
- 26 grudnia – trzy chińskie okręty, niszczyciele DDG-169 „Wuhan”, DDG-171 „Haikou” oraz statek zaopatrzeniowy wyruszyły do Zatoki Adeńskiej, by bronić pływające tam statki[9].

### Styczeń 2009
- 1 stycznia – piraci podjęli nieudany atak na panamski statek. Ponadto załoga francuskiej fregaty schwytała ośmiu piratów. Tego dnia wcześniej porwano egipski frachtowiec[10].
- 2 stycznia – armada UE zapobiegła ataku piratów na grecki tankowiec „Kriti Episkopi” z 29 członkami załogi. Piraci uciekli kiedy do akcji ratunkowej przystąpiła fregata i samoloty myśliwskie[10].

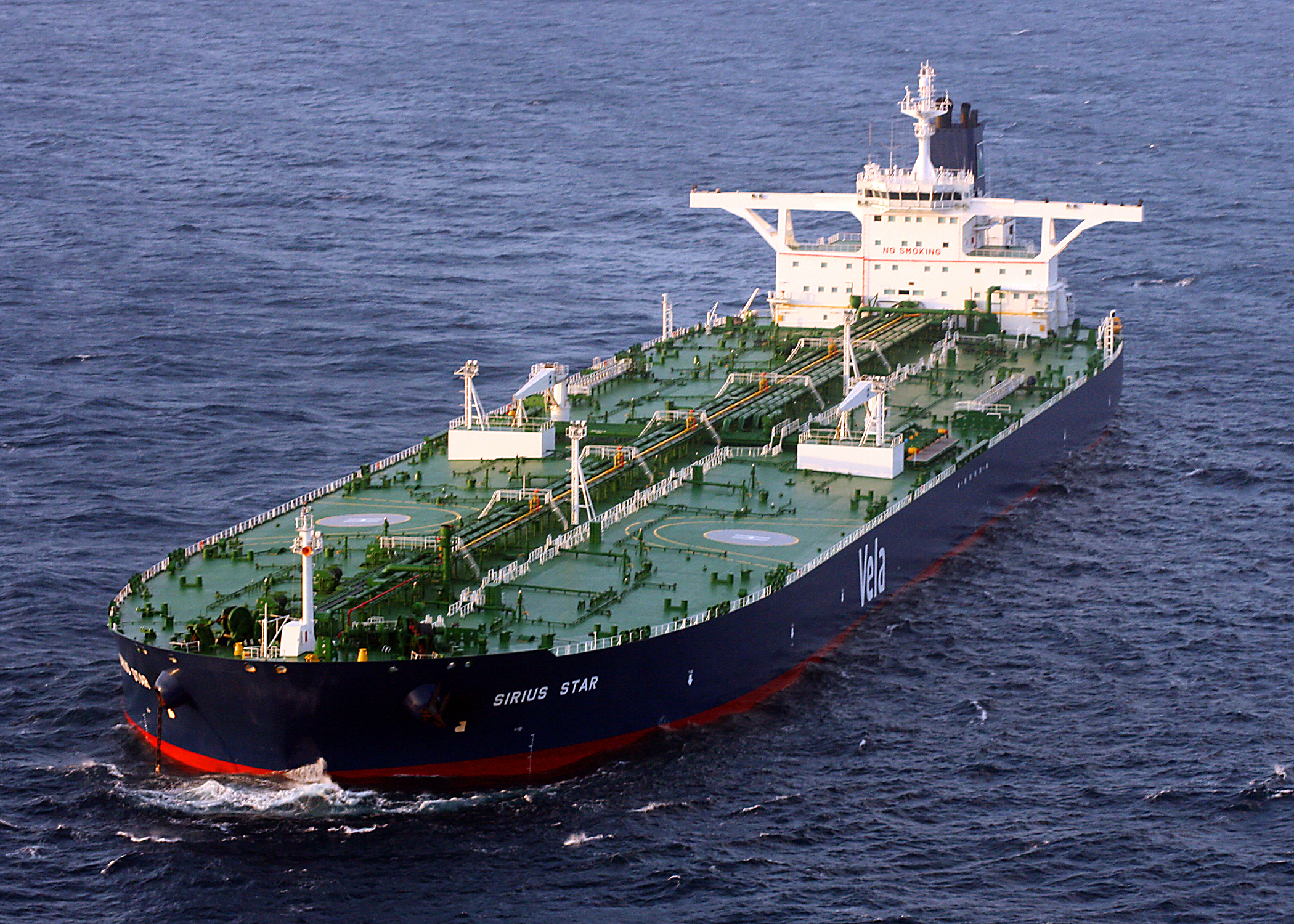
Uwolniony supertankowiec „Sirius Star”

- 7 stycznia – uprowadzony 29 października 2008 turecki frachtowiec „Yasa Neslihan” z 20-osobową załogą, został zwolniony[11].
- 9 stycznia:
  - Uprowadzony 15 listopada 2008 saudyjski supertankowiec „Sirius Star” z dwoma Polakami na pokładzie, z których jeden to kapitan, został 9 stycznia 2009 uwolniony przez piratów. Za uwolnienie wpłacono okup o wysokości 3 mln dolarów[12].

- - Tego samego dnia piraci zdecydowali się uwolnić irański statek „Delight” przewożący pszenicę. Statek został porwany 18 listopada 2008 w Zatoce Adeńskiej[13].
- 12 stycznia – piraci uwolnili kolejne jednostki. Najpierw uwolniono frachtowiec „African Sanderling” z 21-osobową filipińską załogą pływającego pod panamską banderą. Uwolniono też turecki frachtowiec „Kargol” z 14-osobową załogą[14].
- 14 stycznia – okręt rosyjskiej marynarki wojennej odparł atak piratów na holenderski kontenerowiec. Piraci ostrzelali holenderską jednostkę z granatników. Później na miejsce ataku przybyła rosyjska wojenna jednostka i śmigłowiec, którzy pomogli Holendrom[15].
- 15 stycznia – porwany w listopadzie 2008 duński frachtowiec został uwolniony po uprzednim wpłaceniu okupu. Okup dla piratów został zrzucony na spadochronie. Statek pływa pod banderą Bahamów[16].

- 24 stycznia – Piraci somalijscy uwolnili pływający pod liberyjską banderą chemikaliowiec. MT „Biscalia” został uprowadzony w listopadzie 2008 roku[17].
- 27 stycznia – francuska fregata typu Floreal udaremniła atak somalijskich piratów na statek handlowy. Podczas akcji w której uczestniczył też śmigłowiec, oddano kilka strzałów po czym zatrzymano dziewięciu piratów poruszających się po morzu dwoma motorówkami[18].
- 29 stycznia – piraci uprowadzili niemiecki tankowiec MV „Longchamp”, przewożący skroplony gaz ziemny. Statek pływał pod banderą Bahamów[19].
- 31 stycznia – podczas Światowego Forum ekonomicznego w Davos japoński premier Taro Aso powiedział, że Japonia dołączy do operacji Atalanta i wyśle do zatoki adeńskiej swoje jednostki[20].

### Luty 2009

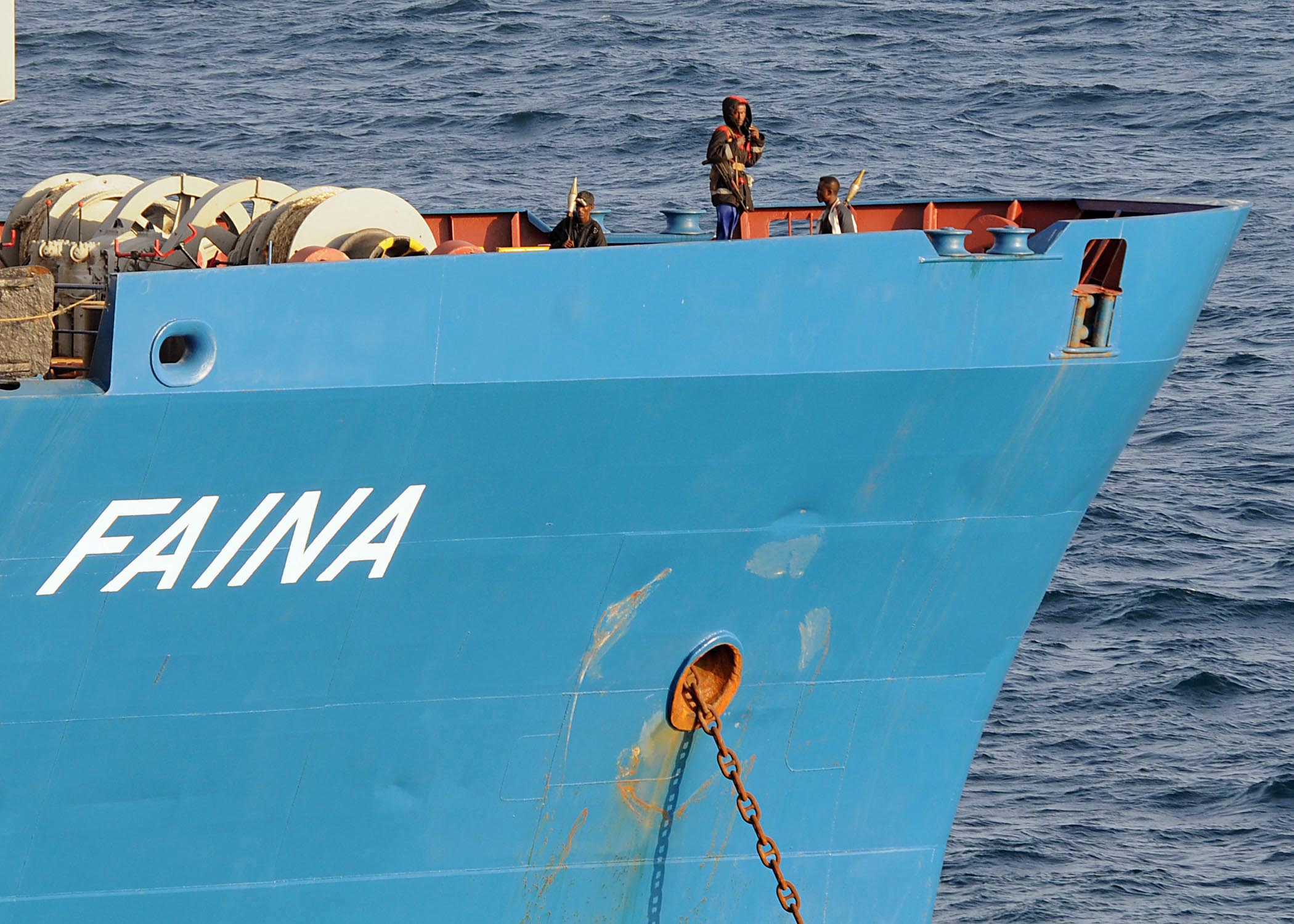
Piraci na porwanej MV „Faina”

- 2 lutego – piraci uwolnili turecki frachtowiec „Bosforus” porwany w grudniu 2008. Nie jest wiadome ile wpłacono okupu porywaczom[21].

- 5 lutego – Somalijscy piraci uwolnili porwany 25 września 2008 roku statek ukraińskiego armatora MV „Faina” z 33 czołgami T-72 na pokładzie. W zamian za uwolnienie porywaczom zapłacono 3,2 mln dolarów okupu[22].
- 12 lutego – Amerykanie zatrzymali 9 piratów[23].
- 13 lutego – rosyjska jednostka „Piotr Wielki” schwytał trzy pirackie łodzie. Rosjanom udało złapać się 10 znajdujących się na łodziach piratów[23].
- 14 lutego – piraci uwolnili japoński tankowiec z 23 członkami załogi[24].
- 22 lutego – porywacze uprowadzili grecki statek handlowy pływający pod banderą maltańską. Statek „Saldanha” w momencie porwania liczył 22 członków załogi[25].

### Marzec 2009
- 4 marca - porywacze uwolnili egipski frachtowiec porwany 1 stycznia 2009 roku[26].
- 19 marca – piraci porwali grecki statek „Titan”[27].
- 24 marca – rozpoczęła się misja NATO w ramach unijnej operacji Atalanta. W wyniku tego po jednym okręcie wystawią na tę misję Portugalia, Kanada, Holandia, Hiszpania i USA[28].
- 25 marca – piraci uprowadzili tankowiec „Nipayia” należący do greckiego armatora[29].

- 26 marca – w godzinach porannych piraci somalijscy dokonali kolejnego porwania. Tym razem opanowali i uprowadzili norweski chemikaliowiec, na którym znajduje się 5 Polaków[29]
- 28 marca – niemiecki tankowiec MV „Longchamp”, przewożący skroplony gaz ziemny został uwolniony przez piratów. Za statek wpłacono okup[30].

### Kwiecień 2009
- 4 kwietnia:
  - Piraci uprowadzili jacht „Indian Ocean Explorer” z siedmiorgiem ludzi na pokładzie w pobliżu Seszeli[31].
  - Piraci porwali niemiecki frachtowiec „Hansa Stravanger” z 24 marynarzami[32].
- 5 kwietnia – na wodach Oceanu Indyjskiego piraci porwali niemiecką jednostkę[32].
- 6 kwietnia – Somalijscy piraci porwali 5 statków pochodzących z Wielkiej Brytanii, Tajwanu, Niemiec, Francji oraz Jemenu[33].

- 8 kwietnia – na Oceanie Indyjskim somalijscy piraci uprowadzili duński kontenerowiec „Maersk Alabama” eksploatowany przez USA. Na porwanej jednostce znajdowało się 20 Amerykanów. Po uprowadzeniu załodze udało się przejąć kontrolę nad statkiem, jednak kapitan statku Richard Phillipsa, został zakładnikiem piratów[34].

- 10 kwietnia:
  - Francuska marynarka wojenna podjęła udaną akcję odbicia jachtu porwanego 2 kwietnia. Jednak podczas operacji uwalniania zginął francuski zakładnik. Podczas wymiany ognia zginęło dwóch piratów, trzech innych ujęto. Uratowano 4 przetrzymywanych, wśród nich dziecko[35].
  - Po wpłaceniu 2,4 mln dol. piraci zwolnili norweski chemikaliowiec „Bow Asir”. Statek uprowadzono 26 marca[36].
- 11 kwietnia – piraci porwali amerykański holownik pływający pod włoską banderą w Zatoce Adeńskiej[37].
- 12 kwietnia – komandosi z elitarnej jednostki Navy SEALs uwolnili kapitana statku „Maersk Alabama” Richarda Phillipsa, porwanego przez piratów 8 kwietnia. W akcji odbijania zakładnika zginęło trzech piratów[38].
- 13 kwietnia – amerykański prezydent Barack Obama zapowiedział wojnę z piratami grasującymi na wodach Oceanu Indyjskiego wokół Rogu Afryki[39].

- 14 kwietnia:
  - Łupem piratów stał się grecki frachtowiec MV „Irene E.M.” Statek pływał pod banderą Saint Vincent i Grenadyny[40].
  - Tego samego dnia porwano 11 statek w kwietniu. Okazał nim się pływający pod banderą Togo M.V. „Sea Horse”.
  - Piraci próbowali też pojmać afrykańską jednostkę „Safmarine Asia”, lecz jednostka ta uciekła napastnikom[41].
- 15 kwietnia:
  - Załoga francuskiego okrętu schwytała 11 piratów, którzy przygotowywali się do kolejnego porwania[42].
  - Somalijscy piraci uwolnili porwany 19 marca grecki statek „Titan”[27].

- 18 kwietnia:
  - Holenderscy komandosi działający na wodach Rogu Afryki w ramach Operacji Atalanta uwolnili 20 zakładników i schwytali 7 piratów[43].
  - Somalijscy piraci uprowadzili belgijską jednostkę z 10-osobową załogą. Na pokładzie statku znajdowało się dwóch Belgów, czterech Chorwatów, Duńczyk oraz trzech Filipińczyków[44].
- 19 kwietnia – piraci bez powodzenia zaatakowali norweski statek „Front Ardenne”. Podczas próby uprowadzenia, statek wezwał pomoc NATO. Gdy zjawiły się okręty, napastnicy uciekli, lecz schwytano ich po wielogodzinnym pościgu[45].
- 20 kwietnia – piraci uwolnili togijski transportowiec „Sea Horse”, porwany 16 kwietnia. Piraci podali, że wpłacono im okup[46].

- 25 kwietnia:
  - Piraci porwali niemiecki transportowiec zboża z 17-osobową załogą[47]. Kapitanem statku jest Polak, jak podał armator jednostki, co potwierdziło MSZ[48].
  - Uwolniono po wpłaceniu 1,7 mln dol. grecki frachtowiec MV Irene E.M.[47]
- 26 kwietnia:
  - Piratom udało się uprowadzić jemeński tankowiec „Qana”, lecz po pościgu marynarki wojennej działającej w Rogu Afryki, statek odbito. Dwóch członków załogi tankowca zginęło, jemeńscy komandosi zatrzymali także jedenastu piratów[49].
  - Piraci zaatakowali także włoski wycieczkowiec MSC „Melody”, lecz ochroniarze statku na atak piratów odpowiedzieli ogniem, łamiąc tym samym prawo morskie. Dwa dni później hiszpański okręt „Numancia” złapał na Oceanie Indyjskim dziewięciu piratów odpowiedzialnych za atak na wycieczkowiec[50]. W stosunku do ochroniarzy nie wyciągnięto konsekwencji.
- 29 kwietnia – rosyjski okręt zatrzymał piracką łódź z 29 przestępcami morskimi. Wcześniej piraci próbowali uprowadzić rosyjski tankowiec[51].
- 30 kwietnia – francuska fregata „Nivose” złapała 3 osoby podejrzane o piractwo. Z powodu braku dowodów zwolniono ich 1 maja[52].

### Maj 2009
- 1 maja – norweski statek „Kition”, pływający pod bahamską banderą, został zaatakowany przez piratów, lecz portugalski okręt wojenny „Corte-Real”, patrolujący Zatokę Adeńską, rozbroił 19 piratów usiłujących porwać norweski tankowiec[53].

- 2 maja – piraci porwali trzy statki
  - Brytyjski statek „Ariana” z grecką załogą, pływający pod maltańską banderą z 24 Ukraińcami na pokładzie;
  - Ukraiński statek z ładunkiem ONZ;
  - Pakistański statek „Al-Misan” płynący do Somalii[54].
- 4 maja – południowokoreańscy snajperzy na pokładzie śmigłowca odpędzili w Zatoce Adeńskiej somalijskich piratów, którzy próbowali porwać północnokoreański statek[55].
- 5 maja – somalijscy piraci porwali w Zatoce Adeńskiej statek „Victoria”, pływającego pod banderą Antigui i Barbudy mający 11 obywateli Rumunii na pokładzie. Jednostka należy do niemieckiego armatora[56].
- 6 maja – piraci uwolnili porwany 4 dni wcześniej pakistański „Al-Misan”[57].
- 7 maja – piraci uprowadzili holenderski statek z ośmioosobową załogą[58].
- 9 maja – Somalijscy piraci uwolnili brytyjski statek „Malaspina Castle” z 16-osobową bułgarską załogą, który został porwany 6 kwietnia[59].
- 14 maja – okręty wojenne odparły atak piratów na statek pływający pod egipską banderą. Aresztowano także 17 piratów[60].
- 15 maja – piraci uwolnili niemiecką jednostkę MV „Patriot”, której kapitanem był Polak. Statek padł łupem piratów 25 kwietnia[61].
- 22 maja – fregata „Maestrale”(inne języki) zatrzymała dziewięciu somalijskich piratów, którzy zaatakowali statek handlowy[62].
- 26 maja – szwedzka korweta rakietowa „Malmö” podczas napadu na grecki statek handlowy zatrzymała 7 piratów[63].

### Czerwiec 2009

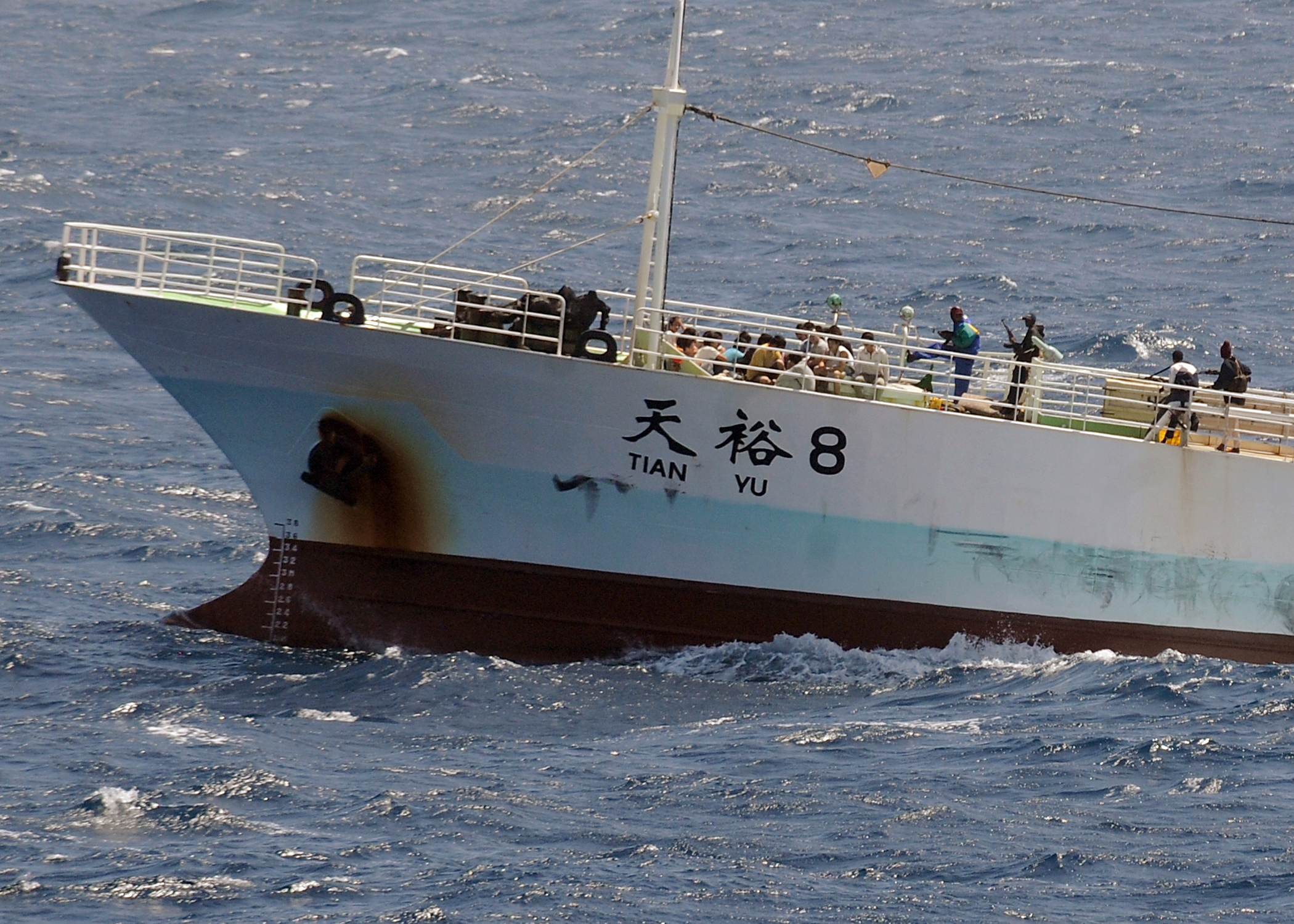
Piraci przetrzymują załogę chińskiego statku rybackiego FV „Tianyu 8”

- 12 czerwca – piraci dokonali uprowadzenia niemieckiego statku MV „Charelle” na terytorialnych wodach Omanu[64].
- 13 czerwca – piraci zrezygnowali z próby porwania jemeńskiego tankowca „Al-Musila”, po interwencji okrętu straży przybrzeżnej[65].
- 23 czerwca – piraci zwolnili holenderski transportowiec „Marathon” porwany 7 maja Za jednostkę zapłacono 1,3 miliona dolarów[66].

### Lipiec 2009
- 8 lipca – turecki statek „Horizon-1” został uprowadzony przez piratów[67].
- 18 lipca – piraci zwolnili porwany 5 maja niemiecki statek „Victoria”[68].

### Sierpień 2009
- 3 sierpnia – piraci uwolnili statek „Hansa Stravanger” z 24 marynarzami. Za jednostkę uprowadzoną 4 kwietnia zapłacono okup w wysokości 2,7 mln dolarów[69].
- 17 sierpnia – rozpoczęła się równoległa operacja antypiracka NATO, Ocean Shield[70].

### Wrzesień 2009
- 7 września – podczas walki w Zatoce Adeńskiej marynarze z niemieckiej fregaty „Brandenburg” zabili somalijskiego pirata[71].
- 25 września – somalijscy piraci zabili w nocy kapitana porwanego syryjskiego statku „Barwaqo”. Przyczyną zamordowania kapitana było niestosowanie się do rozkazów piratów. Po interwencji policji piraci zbiegli, a statek został oswobodzony[72].
- 26 września – komandosi tureckiej fregaty TCG „Gediz” schwytali siedmiu piratów[73].

### Październik 2009
- 2 października – piraci porwali hiszpański kuter „Alakrana”, który łowił na Oceanie Indyjskim tuńczyki z załogą 36 osób[74].
- 5 października – piraci uwolnili turecki statek Horizon-1 porwany 8 lipca[75].
- 7 października – francuski okręt sztabowo-zaopatrzeniowy „Somme” odparł atak somalijskich piratów, z których pięciu schwytano w trakcie pościgu[76].
- 10 i 13 października – nieudane ataki piratów na francuskie tuńczykowce[77].
- 15 października – piraci uprowadzili singapurski statek „Kota Wajar”. Na pokładzie znajdowało się 21 osób[77].
- 19 października – piraci uprowadzili chiński statek „De Xin Hai”, który płynął z 76 000 tonami węgla z Południowej Afryki do Indii. Załoga liczyła 25 osób[77].
- 22 października:
  - Piraci uprowadzili panamski masowiec „Al-Khaliq” z 26 osobową załogą. Do uprowadzenia doszło na wodach terytorialnych Kenii[78].
  - Nieudany atak na włoską jednostkę Jolly Rosso[78].
- 23 października – piraci uprowadzili brytyjski jacht „Lynn Rival”, którym poruszało się dwóch Brytyjczyków[79].
- 27 października – nieudany atak piratów na francuski statek rybacki. Następnie niemiecka fregata „Karlsruhe”, pojmała siedmiu agresorów[80].
- 29 października – piraci porwali tajlandzki statek rybacki „Union 3” na wodach na północ od Seszeli. Na statku znajdowało się 23 Rosjan, 2 Filipińczyków oraz obywatel Ghany[81].

### Listopad 2009
- 5 listopada – piraci porwali grecki masowiec „MV Delvina”, pływający pod banderą Wysp Marshalla. Statek z 21-osobową załogą (14 Filipińczyków i 7 Ukraińców) został porwany 250 mil morskich na północny zachód od Madagaskaru[82].
- 8 listopada:
  - piraci uprowadzili statek towarowy transportujący broń, płynący pod banderą Zjednoczonych Emiratów Arabskich 400 mil morskich na północny wschód od Seszeli i 1000 mil morskich na wschód od Mogadiszu[83].
  - piraci porwali statek „Almezaan” pływający pod banderą Panamy. Na pokładzie jednostki, która transportowała broń, znajdowało się 15 obywateli Indii i dwóch Pakistańczyków[84].
- 9 listopada – piraci podjęli próbę zajęcia jemeńskiego statku „Al-Hilal”[85], jednak wbrew wcześniejszym doniesieniom o porwaniu jednostki, statek odpłynął.
- 10 listopada – somalijscy piraci uprowadzili grecki frachtowiec „Filitsa”, płynący pod banderą Wysp Marshalla. Do uprowadzenia jednostki z 22-osobową załogą (3 Greków i 19 Filipińczyków) doszło 513 mil morskich na północny wschód od Seszeli[85].
- 13 listopada – 12 piratów zostało aresztowanych przez francuską marynarkę wojenną. Do akcji pochwycenia Somalijczyków doszło 500 mil morskich na północny zachód do Seszeli[86].
- 16 listopada – piraci uprowadzili chemikaliowiec MV „Theresa VIII” pływający pod banderą Wysp Dziewiczych. Do uprowadzenia, podczas którego zginął kapitan jednostki, doszło na północny zachód od Aldabry, jednej z seszelskich wysp[87].
- 17 listopada – piraci zwolnili hiszpański statek „Alakrana”, porwany 2 października. Piraci otrzymali okup w wysokości 3,5 mln dolarów[88].
- 18 listopada:
  - piraci podjęli nieudana próbę porwania amerykańskiego kontenerowca „Maersk Alabama”, który był przetrzymywany w kwietniu 2009[87].
  - piraci uwolnili panamski „Almeezan”, który został porwany 8 listopada[89].
- 19 listopada:
  - piraci uwolnili towarowy statek Zjednoczonych Emiratów Arabskich, który został porwany 8 listopada[90].
  - piraci próbowali porwać w Zatoce Adeńskiej grecki masowiec „Red Sea Spirit”, pływający pod panamską banderą[91], jednak jak się później okazało jednostka nie dostała się do niewoli piratów[92]
- 29 listopada – piraci porwali grecki tankowiec „Maran Centaurus”. Jednostka została porwana 1250 kilometrów od wybrzeży Somalii. Porwany statek ważył około 300 tysięcy ton, a na pokładzie przybywała 28-osobowa załoga. To jedna z największych jednostek, jakie udało się przejąć piratom[93].

### Grudzień 2009
- 3 grudnia – piraci zwolnili niemiecki statek MV „Charelle”, który został porwany 12 czerwca 2009[94].
- 6 grudnia – porwali pakistański MV „Shahbaig” zt 29 marynarzami 20 mil morskich na wschód od Sokotry[95].
- 10 grudnia – piraci uwolnili grecki statek MV „Ariana” z 24 Ukraińcami, pływający pod banderą Malty, który został porwany 2 maja 2009. Piraci otrzymali 2,6 mln dolarów okupu[96].
- 13 grudnia – piraci porwali indyjską jednostkę „Laxmi Sagar”, z dziesięcioma osobami na pokładzie[92].
- 17 grudnia – piraci uwolnili grecki masowiec MV „Delvina” z 21-osobową załogą, pływający pod banderą Wysp Marshalla, który został porwany 5 listopada. Piraci otrzymali 3,5 mln dolarów okupu[97].
- 18 grudnia – piraci porwali indyjski statek „Neseya” z 13 osobami na pokładzie[98].
- 25 grudnia – piraci porwali jemeński statek MV „Socotra” 1[99].
- 27 grudnia:
  - Piraci zwolnili chiński statek „De Xin Hai” transportujący 76 tys. ton węgla. Za porwaną 19 października jednostkę, piraci otrzymali 4 mln okupu[100].
  - Piraci zwolnili indyjski statek „Laxmi Sagar”, porwany 13 grudnia. Statek przed uwolnieniem został okradziony, lecz okup nie wpłynął na konto porywaczy[100].
- 28 grudnia:
  - Piraci porwali towarowy statek „Navios Apollon” pływający pod banderą Panamy. Na pokładzie znajdowało się 19 marynarzy[101].
  - piraci uprowadzili „St. James Park” z 26-osobową załogą z Polski, Bułgarii, Filipin, Gruzji, Indii, Rosji, Rumunii, Turcji i Ukrainy[101]
  - Piraci porwali jemeński statek „Al Mahmoud 2”[102].
  - Po otrzymaniu 4 mln dol. piraci uwolnili singapurski statek Kota Wajar, który został porwany 15 października[101].

### Styczeń 2010
- 1 stycznia:
  - Singapurski chemikaliowiec „Pramoni” z 24-osobową załogą, którą tworzyli tworzy pięciu Chińczyków, 17 Indonezyjczyków, Nigeryjczyk i Wietnamczyk, został porwany na wodach Zatoki Adeńskiej[103].
  - Piraci porwali brytyjski statek „Asian Glory” przewożący samochody. Do porwania doszło ok. 600 mil od somalijskiego wybrzeża[104].
- 2 stycznia – siły morskie unijnej misji Atalanta uwolniły pakistański statek MV „Shahbaig”, który został porwany 6 grudnia 2009[105].
- 18 stycznia – po wpłaceniu kwoty 5,5 mln dol. piraci uwolnili grecki tankowiec „Maran Centaurus”, pojmany 29 listopada 2009. Okup poprzez zrzut z samolotu, dostarczono dzień przed uwolnieniem[106][107].

### Luty 2010
- 1 lutego – somalijscy piraci otrzymali od armatora 3 mln dolarów w zamian za uwolnienie jednostki „Filitsa”, porwanej 10 listopada 2009[108].
- 2 lutego – piraci porwali statek towarowy MV „Rim” należący do libijskiej firmy, pływający pod banderą Korei Północnej. Na pokładzie znajdowało się 17 osób, a do uprowadzenia doszło na wodach terytorialnych Jemenu Zatoki Adeńskiej[109].
- 5 lutego – duńscy komandosi odbili porwany przez somalijskich piratów tego samego dnia statek „Ariella” pływający pod banderą Antigui i Barbudy i uwolnili 25 osób załogi[110].
- 9 lutego – Somalijscy piraci zwolnili panamski frachtowiec „Al-Khaliq” w zamian za okup w wysokości 3,1 mln dol[111].
- 11 lutego – piraci zwolnili tajwańską jednostkę „Win Far 161”, porwaną 6 kwietnia 2009, po wpłaceniu przez armatora okupu[112].
- Między 20, a 25 lutego 2010 – piraci uprowadzili jemeński FV „Al-Shura”. Podczas ataku zabito 9 marynarzy[113].
- 26 lutego – uwolniono singapurski chemikaliowiec „Pramoni” po wpłaceniu okupu o nieznanej wysokości[114].

### Marzec 2010
- 1 marca:
- Duńska fregata typu Absalon podczas starcia na Oceanie Indyjskim, zatopiła statek-matkę piratów[115].
- W rękach piratów znalazł się saudyjski statek BB „Al-Nirs Al-Saudibb” z 14 osobami na pokładzie[116].
- 4 marca – piraci uwolnili towarowy statek „Navios Apollon” pływający pod banderą Panamy[117].
- 5 marca – piraci porwali norweski chemikaliowiec MT UBT „Ocean” z 21 osobami na pokładzie w okolicach Madagaskaru[118].
- 7 marca – piraci uwolnili pływający pod banderą Tajlandii statek „Thai Union 3” po otrzymaniu 3 mln okupu. Jednostka została uprowadzona 29 października 2009[119].

- 8 marca – somalijscy piraci porwali hiszpański statek FV „Sakoba” pływający pod kenijską banderą z 10 Kenijczykami, jednym Hiszpanem, Polakiem, Namibijczykiem oraz obywatelem Republiki Zielonego Przylądka i dwoma Senegalczykami na pokładzie[120][121].
- 13 marca – francuska marynarka wojenna zatrzymała w Puntlandzie 22 piratów[122].
- 16 marca – piraci zwolnili po wpłaceniu okupu chemikaliowiec MV „Theresa VIII” pływający pod banderą Wysp Dziewiczych. Statek był porwany 16 listopada 2009[123].
- 20 marca – piraci zaatakowali MV „Almezaan”, który był przetrzymywany w listopadzie 2009. Ochroniarze statku zabili sześciu piratów za pomocą broni palnej[124].
- 22 marca – piraci uprowadzili na Oceanie Indyjskim turecki statek „Frigia” płynący pod maltańską banderą z 21-osobową załogą. Wśród porwanych jest 19 Turków i dwóch Ukraińców[125].
- 23 marca – piraci uprowadzili w Zatoce Omańskiej statek „Talca” pod flagą Bermudów, należący do armatora z Brytyjskich Wysp Dziewiczych, z 25-osobową załogą na pokładzie. Załoga jednostki to 23 Lankijczyków, Syryjczyk i Filipińczyk[126].
- 24 marca – ochroniarze panamskiego frachtowca MV „Almezaan” zabili jednego z piratów uczestniczących w akcji opanowywania jednostki. Był to pierwszy incydent tego typu. Nieudany atak został odparty przez hiszpański okręt ESPS „Navarra”, który pojmał sześciu innych piratów[127].
- 26 marca – 28 marca – piraci w pobliżu portu Kismayo porwali osiem indyjskich jednostek (m.in. MSV „Vishava Kalyan”, MSV „Nal Narayan”, MSV „Sa Queen”, MSV „Al-Kadri”, MSV „Al-Ijaji”, MSV „Osmani”, MSV „Krishnajyot”, MSV „Atct”) transportujących węgiel. Na pokładach łącznie było ok. 100 marynarzy[128].
- 28 marca – piraci porwali hiszpański statek rybacki. Na pokładzie zabito dwóch marynarzy, jeden został ranny. W niewoli znalazło się około 20 osób[113].
- 29 marca – piraci porwali w Zatoce Adeńskiej statek MV „Iceberg” 1 z 24 osobami na pokładzie[113]. Wśród załogi byli obywatele Filipin, Jemenu, Pakistanu, Ghany, Indii oraz Sudanu[129].
- 31 marca – piraci porwali tajwański statek rybny FV „Jih-Chun Tsai” 68 nieopodal Seszeli. 14 osobowa załoga składała się z 11 Indonezyjczyków, dwóch Chińczyków oraz tajwańskiego kapitana[130].

### Kwiecień 2010
- 1 kwietnia – amerykański okręt USS „Nicholas” zatopił piracki statek i przejął inną jednostkę. W wymianie ognia śmierć poniosło pięciu piratów[131].
- 2 kwietnia:
  - Piraci porwali irański statek rybacki w pobliżu Sokotry[130].
  - Uprowadzono tankowiec „Samho Dream” o masie 300000 t pływający pod flagą Wysp Marshalla z 24-osobową załogą (5 obywateli Korei Południowej i 19 Filipińczyków)[130].
- 7 kwietnia – piraci porwali turecki MV „Yasin C” na Oceanie Indyjskim z 25-osobową załogą[130].
- 10 kwietnia – zwolniono MV Yasin C. Piraci nie otrzymali okupu[132].
- 11 kwietnia – uprowadzono MV „Rak Afrikana”, statek transportujący węgiel płynący pod flagą Saint Vincent i Grenadyny. Do porwania doszło 280 mil morskich na zachód od Seszeli[133].
- 18 kwietnia – piraci uprowadzili trzy tajlandzkie statki z 77 członkami załogi. Do porwania jednostek Prantalay 11, 12 i 14 doszło na Oceanie Indyjskim w pobliżu Malediwów. Tak dalekiego porwania od wybrzeży Afryki dotąd nie odnotowano[134].
- 21 kwietnia – piraci porwali w Zatoce Adeńskiej liberyjski frachtowiec „Voc Daisy” pływający pod panamską banderą z 21 filipińskimi marynarzami na pokładzie[135].

### Maj 2010
- 2 maja – rebelianci z ugrupowania Hizbul Islam zajęli bez walki piracki port w Haradheere. Port opuściły setki piratów. Radykałowie od piratów domagali się udziałów z piractwa[136].
- 4 maja – piraci porwali u wybrzeży Jemenu, statek MV „Al-Assa” tego kraju transportujący węgiel. Na jednostce znajdowało się dziewięciu Jemeńczyków[137].
- 5 maja – piraci porwali rosyjski tankowiec MV „Moscow University” z 23 marynarzami[138]. Jednostka została dzień później odbita przez rosyjski niszczyciel „Marszał Szaposznikow”[138]. Z powodu trudności w dowiedzeniu winy, aresztowani piraci zostali według wersji oficjalnej po tygodniu porzuceni na łodzi na oceanie, prawdopodobnie ponosząc śmierć[139].
- 6 maja – tajwański statek rybacki „Tai Yuan 227” z 28-osobową załoga został porwany przez piratów[140].
- 8 maja – piraci uprowadzili niemiecki tankowiec „Marida Marguerite” z 22 członkami załogi. Statek pływający pod banderą Wysp Marshalla został porwany 220 km na południe od Omanu[140].
- 11 maja:
  - Za kwotę 1 mln dol. piraci uwolnili statek „St. James Park” z Polakiem na pokładzie[141].
  - Piraci porwali bułgarski chemikaliowiec MV „Panega” z 15-osobową załogą[142].
  - Uwolniono po wpłacie okupu bermudzką „Talce” porwaną w marcu[143].
- 12 maja – piraci porwali grecki statek MV „Eleni P” płynący pod liberyjską załogą z 23-osobową załogą (19 Filipińczyków, 2 Greków i Ukrainiec)[142].
- 18 maja – jemeński sąd skazał na karę śmierci sześciu piratów, odpowiedzialnych o uprowadzenie tankowca „Qana” w kwietniu 2009. Wówczas zginęło dwóch członków załogi[144].
- 29 maja – piraci wypuścili ostatni indyjski dhow. Statki zostały porwane pod koniec marca 2010[145].
- 30 maja – na statku MV „Rim” doszło do potyczki między dwoma gangami pirackimi, w wyniku czego 9 piratów poniosło śmierć. Następnie załoga statku towarowego, porwanego 2 lutego, pokonała sześciu pozostałych piratów, po czym odpłynęła[146].

### Czerwiec 2010
- 2 czerwca – piraci porwali w Zatoce Adeńskiej płynący z węglem pod banderą panamską statek MV QSM „Dubai” z 24 marynarzami pochodzącymi z Egiptu, Pakistanu, Bangladeszu i Ghany[147]. Dzień później jednostka została odbita przez siły NATO, jednak zginął jej kapitan[148].
- 11 czerwca – uwolniono statek „Asian Glory” po otrzymaniu okupu[149].
- 28 czerwca – piraci porwali singapurski chemikaliowiec MV „Golden Blessing” w Zatoce Adeńskiej z 19 Chińczykami na pokładzie[150].

### Lipiec 2010
- 4 lipca – porwano tankowiec MT „Motivator” z 18-osobową załogą filipińską pływającą pod banderą Wysp Marshalla na wodach Morza Czerwonego[151].
- 19 lipca – po negocjacjach piraci uwolnili norweski MT UBT „Ocean”[152].
- 20 lipca – piraci wypuścili kuter FV „Sakoba”[152].
- 26 lipca – sąd na Seszelach skazał 11 somalijskich piratów na karę 10 lat więzienia[153].
- 29 lipca – piraci uwolnili turecki „Frigia” z 21 członkami załogi porwany w marcu[154].

### Sierpień 2010
- 2 sierpnia – piraci porwali panamski MV „Suez” z 23-osobową załoga. Do porwania doszło w Zatoce Adeńskiej[155].
- 5 sierpnia – piraci uprowadzili statek MV „Syria Star” z 24-osobową załogą w Zatoce Adeńskiej[155].
- 7 sierpnia – piraci sami opuścili jednostkę porwaną dwa dni wcześniej[156].
- 26 sierpnia – piraci porwali jemeńską łódź rybacką z 10 marynarzami[157].

### Wrzesień 2010
- 8 września:
  - Komandosi amerykańskiej piechoty morskiej odbili statek „Magellan Star” zdobyty uprzednio przez piratów[158].
  - Porwano grecki chemikaliowiec pływający pod banderą Malty MV „Olib G” z 18-osobową załogą[159].
- 9 września – piraci uwolnili statek MT „Pangea”, który był w niewoli od 11 maja[160].
- 14 września – piraci porwali statek „Nasta Al-Yemen”[161].
- 28 września – uprowadzono u wybrzeży Somalii panamski MT „Asphalt Venture”[161].

### Październik 2010
- 9 października – piraci porwali u wybrzeży Kenii koreańską łódź MV „Golden Wave” („Keumii 305”) do połowu ryb z 43 osobami na pokładzie załogą[162].
- 10 października – piraci uprowadzili japoński statek MV „Isumi” z 20-osobową załogą[161].
- 23 października – u wybrzeży Kenii uprowadzono grecki tankowiec płynący z gazem LPG pod singapurską banderą, MV „York” z 17-osobową załogą[163].
- 30 października – piraci na Ocenie Indyjskim porwali liberyjski statek MV „Polar” z 24-osobową załogą[164].
- 31 października – uprowadzono na wodach Tanzanii SY „Cholizil”, statek południowoafrykański[165].
- Koniec października – piraci porwali irańską łódź do połowu ryb FV „Al-Fahad”. Brak informacji co do miejsca porwania i składu załogi[166].

### Listopad 2010
- 3 listopada – piraci uprowadzili statek pod banderą Komorów MV „Aly Zoulfecar” z 29 osobami na pokładzie. Do porwania doszło na Oceanie Indyjskim, między Komorami a Tanzanią[166].
- 6 listopada – piraci uwolnili statek „Samho Dream” za rekordową sumę 9,5 mln dol. Jednostka była przetrzymywana od 2 kwietnia[167].
- 6 listopada – piraci uwolnili statek „Golden Blessing” za 2,8 mln dol. cenę okupu. Jednostka była przetrzymywana od 28 czerwca[167][168].
- 11 listopada – uprowadzono tunezyjski statek MT „Hannibal II” w pobliżu Somalii. Do niewoli trafiło 13 marynarzy[169].
- 12 listopada – piraci porwali w Zat. Adeńskiej chiński statek „Yuan Xiang”. Na frachtowcu pod banderą panamską było 29 Chińczyków[170].
- 14 listopada – po 13 miesiącach niewoli po wpłaceniu 300 tys. dol. okupu, piraci zwolnili jacht z Brytyjczykami, Paulem Rachel Chandler. Byli oni najdłużej przetrzymywani przez piratów[171].
- 17 listopada – piraci porwali kuter rybacki z Jemenu FV „Dul-Nurian”[169].
- 18 listopada – piraci porwali kuter rybacki z Komorów FV „Comoran”[169].
- 19 listopada – piraci porwali rybaków z Seszeli. Dzień później zakładnicy zostali odbici przez straż przybrzeżną Seszeli oraz siły Atalanty[172].
- 26 listopada – piraci uprowadzili malezyjski MV „Albedo” z 23 marynarzami w okolicach Malediwów[169].

### Grudzień 2010
- 5 grudnia – piraci porwali statek z Bangladeszu MV „Johan Moni” z 25 marynarzami na pokładzie[169].
- 11 grudnia – porwano liberyjski statek MV „Renuar” z 24 Filipińczykami na pokładzie[173].
- 11 grudnia – piraci uwolnili statek MV „Eleni P”[174].
- 25 grudnia – piraci porwali u wybrzeży Omanu MV „Thor Nexus” statek handlowy pod tajlandzką banderą z 27 członkami załogi na pokładzie[175].
- 27 grudnia – piraci po otrzymaniu okupu w wysokości ok. 5,5 mln dolarów, uwolnili należący do niemieckiej firmy chemikaliowiec „Marida Marguerite” z 22 członkami załogi. Statek został porwany w maju 2010[176].

### Styczeń 2011
- 1 stycznia – somalijscy piraci porwali, około 150 mil morskich na południowy zachód od portu Salalah w Omanie, algierski statek MV „Blida” z 27 członkami załogi na pokładzie. Marynarze pochodzili z Algierii, Ukrainy i Filipin[177].
- 17 stycznia – piraci porwali grecki statek MV „Eagle” z 24-osobową załoga Filipińczyków[178].
- 20 stycznia – piraci porwali mongolski statek MV „Hoang Son Sun” 520 mil morskich od portu w Maskacie. Na pokładzie znajdywało się 24 Wietnamczyków[179].

- 21 stycznia – Marynarka Wojenna Republiki Korei odbiła motorowiec „Samho Jewelry” z 21-osobowa załogą. Podczas operacji komandosi MW RK zabili ośmiu piratów, a pięciu pojmano (obecnie (maj 2011) tych pięciu ma proces sądowy w RK)[180].
- 22 stycznia – piraci porwali niemiecki frachtowiec „Beluga Nomination”, którego kapitanem jest Polak. Statek z 12-osobową pod banderą Antigui i Barbudy. załoga porwano około 800 mil morskich na północ od Seszeli[181].
- 26 stycznia – nieudana operacja odbicia „Beluga Nomination” przez duński okręt HDMS „Esbern Snare” (L17) i patrolowiec z Seszeli. Zginęło 3 marynarzy z porwanego statku[182].

### Luty 2011
- 8 lutego:
  - Piraci uprowadzili włoski tankowiec „Savina Caylyn”. Statek z 22-osobową załogą porwano około 500 mil morskich od wybrzeży Indii i około 800 mil od wybrzeży Somalii[183].
  - U wybrzeży Omanu uprowadzono tankowiec „Irene SL” pływający pod banderą grecką. Tankowiec przewożący ropę miał 25-osobową załogę[184].
- 9 lutego – piraci uwolnili południowokoreański statek rybacki „Keummi 305”, przetrzymywany od 9 października 2010. Nie ma informacji czy piratom zapłacono okup[185].
- 18 lutego – piraci porwali amerykański jacht z czterema osobami. „Quest” został uprowadzony na wodach Oceanu Indyjskiego niedaleko wybrzeży Somalii[186].
- 21 lutego – porwani trzy dni wcześniej Amerykanie zostali zastrzeleni przez piratów. Pierwszy przypadek zgładzenia całej załogi porwanej jednostki pływającej[187].
- 24 lutego – piraci uprowadzili na Morzu Arabskim duński jacht z trojgiem dzieci i czworgiem osób dorosłych na pokładzie[188]
- 25 lutego – piraci w niewyjaśnionych okolicznościach uwolnili japoński MV „Isumi”[189].
- 28 lutego – porwano w północnej części Morza Arabskiego grecki frachtowiec MV „Dover” z 23 osobową załogą[189].

### Marzec 2011
- 16 marca – piraci porwali u wybrzeży Jemenu indonezyjski masowiec MV „Sinar Kudus” z 20 marynarzami[190].
- 17 marca – po wpłaceniu 2 mln dol. piraci uwolnili MT „Hannibal II”[191].

### Kwiecień 2011
- 8 kwietnia:
  - Piraci uwolnili grecki supertankowiec „Irene SL”. Nie podano czy za jednostkę, którą porwano 9 lutego zapłacono okup[192].
  - Uprowadzono niemiecki statek MV „Susan K”. Statek z 10 marynarzami porwano na południe od Omanu[192].
- 13 kwietnia – odbito statek „Beluga Nominaton” z polskim kapitanem. Jednostka został porwana 22 stycznia[193].
- 15 kwietnia – indyjski armator statku „Asphalt Venture” porwanego we wrześniu 2010 wpłacił okup, jednak piraci nie zwolnili załogi, ponieważ Indie przetrzymywały somalijskich piratów[194].
- 24 kwietnia – piraci uwolnili porwany w styczniu grecki statek MV „Eagle” z 24-osobową załoga Filipińczyków. Za jednostkę zapłacono 6 mln dol[195].